# Parti communiste jordanien
Le Parti communiste jordanien (PCJ, en arabe: الحزب الشیوعی الاردنی) est un parti politique de Jordanie fondé en 1948.
Il publie le journal Al-Jamahir (الجماهير, "Les masses").

## Histoire

### De la création du PCJ à la guerre des Six-jours
Le Parti communiste jordanien (PCJ) est fondé en 1948. 
En 1951 les militants communistes palestiniens de Ligue de libération nationale en Palestine basés en Cisjordanie décident de rejoindre le PCJ.
Avec cette arrivée de militants palestiniens, la Cisjordanie va devenir le principal bastion du PCJ. Le parti est ainsi influent à Naplouse, Jérusalem, Ramallah, Bethléem et dans les camps de réfugiés près de Jéricho.
La direction du PCJ est alors majoritairement composée de palestiniens et les principaux leaders sont Fu'ad Nassar, Fahmi al-Salfiti et Fa'iq Warrad. Le parti dispose à cette période d’une publication mensuelle intitulée Al-Muqawamah ash-Shabiya (المقاومة الشعبية, "Résistance populaire").
Le PCJ doit cependant faire face une importante répression de la part de l’État jordanien. Ainsi, Fu'ad Nassar (le secrétaire général du parti) est arrêté le 29 décembre 1951 et condamné à 10 ans de prison. En 1953, une loi condamnant les cadres du PCJ aux travaux forcés est adoptée. Le parti doit alors agir dans la clandestinité.
En mai 1954, il forme le Front National pour pouvoir participer aux élections et obtient en octobre un député (Abd al-Qadir Salih) à Naplouse.
Dans les années 1956-1957, le PCJ est à l’apogée de son influence du fait de la crise du canal de Suez et des mobilisations contre le traité anglo-jordanien. Aux élections de 1956, le Front National obtient trois députés : Fa'iq Warrad est élu à Ramallah, Yaqub Ziyadin est élu à Jérusalem et Abd al-Qadir Salih conserve son siège à Naplouse.
Ces élections marquent un relâchement de la répression pour le PCJ : Fu'ad Nassar et les autres membres du parti retenus prisonniers sont libérés et la presse communiste peut être désormais distribuée librement.
Ce relâchement de la répression est de courte durée. En 1957 le PCJ est interdit par le roi Hussein. Les députés Yaqub Ziyadin et Fa'iq Warrad voient leur immunité parlementaire levée et sont condamnés à respectivement 19 et 16 années de prison. Fu'ad Nassar doit s’exiler. Le parti retourne alors à la clandestinité.
En plus de la répression, les communistes jordaniens doivent faire face à une crise interne entre les modérés (conduits par le secrétaire général par intérim Fahmi al-Salfiti), partisans d’un rapprochement avec le roi Hussein, et les radicaux, partisans des actions de guérilla.

### Depuis 1967
Après la guerre des Six jours (1967), la Cisjordanie est occupée par Israël. Cette situation va favoriser une autonomisation des communistes de Cisjordanie par rapport à la direction du PCJ basée à Amman.
Alors qu’ils étaient jusque-là prudents sur l’emploi de la lutte armée (qu’ils estimaient prématurée), les militants de Cisjordanie vont progressivement évoluer sur cette question au contact des mouvements de libérations palestiniens. Les relations deviennent ainsi de plus en plus problématiques avec la direction du PCJ qui demeure ambigüe sur la question de la lutte armée.
Fu'ad Nassar fonde en 1970 la milice armée palestinienne Quwwât Al-Ansâr Al-Fidâ’iyya. Cette milice est théoriquement placée sous la direction conjointe des partis communistes jordaniens, irakiens et syriens mais sera dissoute rapidement, principalement à cause de l’absence de soutien de la part de la direction du PCJ.
Les communistes de la Cisjordanie se prononcent en 1973 pour la formation d'un État palestinien indépendant en Cisjordanie et à Gaza ce qui tend encore davantage les rapports avec la direction du parti qui reste à cette époque sur des positions pro-jordaniennes (intégration de la Cisjordanie à la Jordanie).
En 1975, la branche cisjordanienne finit par se réorganiser en Organisation Communiste palestinienne et obtient un statut d’autonomie au sein du PCJ. 
Les Cisjordaniens se détachent définitivement du PCJ en 1982 et reforment alors le Parti communiste palestinien (qui prendra en 1991 le nom de Parti du peuple palestinien).
Le PCJ, affaibli par le départ de sa branche cisjordanienne où se trouvaient ses principaux bastions, continue son existence. En 1993, son interdiction est levée et il peut à nouveau mener ses activités dans la légalité.